# Dominio della frequenza
In matematica, ingegneria, fisica, statistica, e altri ambiti delle scienze, l'analisi nel dominio della frequenza di una funzione del tempo (o segnale) ne indica la descrizione in termini dell'insieme (spettro) delle sue frequenze. Ad esempio, è una pratica diffusa nell'ambito delle tecnologie audiovisive e nelle telecomunicazioni valutare quanto un segnale elettrico o elettromagnetico sia compreso in bande di frequenze di particolare interesse.

## Descrizione
In tale formalismo un segnale è visto come una sovrapposizione di sinusoidi complesse, ognuna rappresentante una certa frequenza e fase. Conoscendo l'ampiezza e la fase di ogni frequenza costitutiva di un segnale è in linea di principio possibile "ricostruire" il segnale di partenza in un certo intervallo di tempo. In molte applicazioni pratiche, tuttavia, l'informazione sulla fase viene trascurata e la rappresentazione in termini di frequenze pure è detta spettro del segnale.
Il concetto di dominio della frequenza è stato inizialmente reso possibile dall'introduzione della serie di Fourier da parte del matematico francese Joseph Fourier, che ha dato inizio ad un settore della matematica noto come analisi di Fourier. La rappresentazione in serie di Fourier, che si utilizza per segnali periodici, viene estesa a segnali generici (con opportune limitazioni matematiche) da diverse trasformate integrali, in particolar modo la trasformata di Fourier e la trasformata di Laplace, sebbene il dominio di quest'ultima trasformata non sia strettamente frequenziale.

### Dominio di Laplace

Rappresentazione nel dominio del tempo e della frequenza

La trasformata di Laplace trasforma una funzione che ha per variabile indipendente il tempo (o comunque un numero reale) in una funzione che ha per variabile indipendente un numero complesso, la cui parte reale dipende dall'inviluppo della funzione di partenza, mentre la parte immaginaria rappresenta le pulsazioni, per cui, se si annulla la parte reale, la trasformata di Laplace viene a coincidere con quella di Fourier ed il suo dominio diventa a tutti gli effetti frequenziale

### Altri domini correlati
Vi sono inoltre la trasformata zeta (per segnali discreti, usata soprattutto nell'elaborazione numerica dei segnali), la trasformata wavelet (elaborazione digitale delle immagini, compressione dei segnali) o la trasformata di Mellin.

### Applicazioni
Questi strumenti di analisi sono utilizzati nello studio dei circuiti elettronici e dei sistemi di controllo.
La trattazione matematica della scomposizione in frequenza di una funzione viene affrontata in generale dall'analisi armonica, ed ha una vasta diffusione nelle scienze applicate.
Per visualizzare i segnali nel dominio della frequenza si usa uno strumento chiamato analizzatore di spettro, mentre nel dominio del tempo si usa l'oscilloscopio.